# Kaskáda na řece São Francisco
Kaskáda na řece São Francisco je soustava vodních elektráren v Brazílii. Při využití spádu řeky na výšce 441 m je při celkovém výkonu 10 360 MW druhou nejvýkonnější brazilskou kaskádou po elektrárnách na řece Paraná. 

## Všeobecné informace
|              | spád (m) | výkon (MW) | výstavba  | plocha (km2) | objem (km3) |
| ------------ | -------- | ---------- | --------- | ------------ | ----------- |
| Tres Marias  | 75       | 388        | 1957-1969 | 1 040        | 21          |
| Sobradinho   | 41       | 1050       | 1973-1979 | 4 124        | 34,1        |
| Luiz Gonzaga | 105      | 1480       | 1979-1988 | 830          | 10,7        |
| Paulo Afonso | 80       | 4280       | 1955-1979 | 26           | 1,8         |
| Xingó        | 140      | 3162       | 1987-1994 | 60           | 3,8         |

Řeka São Francisco protéká nejsuššími oblastmi Brazílie a při rozlehlém povodí 631 200 km2 vykazuje v ústí celoroční průměrný průtok pouze 3 000 m3/s při vysoké roční i meziroční fluktuaci. Kromě horního toku horského charakteru se jedná o řeku s malým spádem v ploché krajině. Sumární hydrologická charakteristika není pro energetické využití příznivá. Na významné míře energetického využití se podílely dva faktory – splavnost po většině toku, která umožnila husté osídlení a náhlý propad do hlubokého kaňonu na dolním toku, který nabízel zpracovatelný spád již v přírodní podobě. V tomto místě se nacházely jedny z nejmohutnějších kataraktů světa, vodopády Paulo Afonso. Brazilská vodní energetika začala svůj velkolepý vývoj právě zde. Realizovatelný výkon mohl být zdrojem vysoké výroby však pouze při dostatečné regulaci toku, která u řeky tak „náladové“ jako Sao Francisco mohla být zaručena pouze vybudováním přehradních jezer s velkým užitečným objemem.
Výstavba výkonného díla na vodopádech tak byla rozdělena do čtyř částí, časově sladěných s budováním děl s prioritou vodní akumulace na vyšším toku. Po napuštění nádrže Sobradinho, která patří mezi nejrozlehlejší a nejobjemnější nádrže na světě se nevyzpytatelná řeka São Francisco stala dostatečně regulovaným vodním tokem pro výrobu elektrické energie.

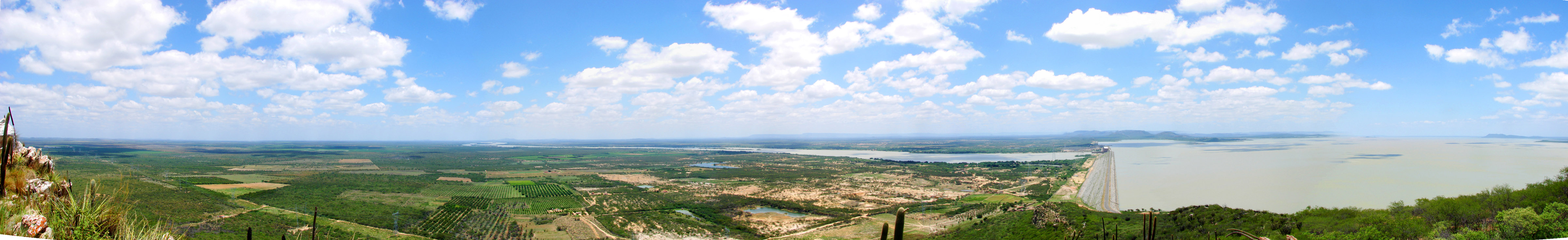
Přehradní nádrž Sobradinho je hlavním prvkem regulace vodního toku